# 径
初等幾何学における図形の径（けい、英: diameter）は、その図形の差し渡しをいう。ギリシア語: διάμετρος（δια-「亙りの」+ μέτρον「大きさ」）に由来する。

円周C(黒), 直径D(水色), 半径R(赤), 中心O(紫) の円

円の直径は、その円の中心を通り、両端点がその円周上にある任意の線分であり、またその円の最長の弦でもある。球体の直径についても同様。
より現代的な用法では、任意の直径の（一意な）長さ自身も同じく「直径」と呼ばれる（一つの円に対して線分の意味での直径は無数にあるが、その何れも同じ長さを持つことに注意する。それゆえ（量化を伴わず）単に円の直径といった場合、ふつうは長さとしての意味である）。長さとして、直径は半径 (radius) の二倍に等しい。
平面上の凸図形に対して、その径は図形の両側から接する二本の平行線の間の最長距離として定義される（同様の最小距離は幅 (width) と呼ばれる）。径（および幅）は回転キャリパー法を用いて効果的に計算することができる。ルーローの三角形のような定幅図形では、任意の平行接線が同じ長さを持つから、径と幅は一致する。

## 定義
円や球や凸図形に対して個別に径を定義する代わりに、それらを特別の場合として含む任意の n-次元図形（凸または非凸、あるいは連続的または散在的な点集合）に対するより一般の径の定義を与えることができる。
定義距離空間の空でない部分集合の径とは、その部分集合に属する点の任意の対の間の距離全体の成す集合の上限を言う。
式では、距離空間 (X, d) の部分集合 A ≠ ∅ に対し{\displaystyle \operatorname {diam} (A):=\sup\{d(x,y)\mid x,y\in A\}}と書ける。
注意多くの文献では、部分集合 A が空集合である場合への言及を行わない:p. IX.14。
いくつかの文献では、上記の定義を空集合に対しても拡張して、diam(∅) = sup(∅) = −∞（負の無限大）とする。ここで sup(∅) の値は考えている全体集合によって変化する相対的なものであることに注意しなければならない。−∞ とするのは、いま d の終域を実数直線 R と考えていることによる（上限は補完数直線 R ∪ {±∞} に値をとることに注意）。
あるいは別の規約として、diam(∅) = 0 とするものもある。これは d の終域を非負実数全体 [0, +∞) と見なすことに対応する。
- 空でない部分集合 A の径が有限な正の実数となるのは A が有界なるときであり、さもなくば diam(A) = +∞ である。
- n-次元ユークリッド空間内の任意の（中身の詰まった）立体あるいは散在点集合の径は、その凸包の径に等しい。
- 微分幾何学において、径は重要な大域リーマン不変量である。

## 例
- ユークリッド平面において、長方形の径は対角線によって与えられる。
- 一点集合の径は 0 に等しい[3]。

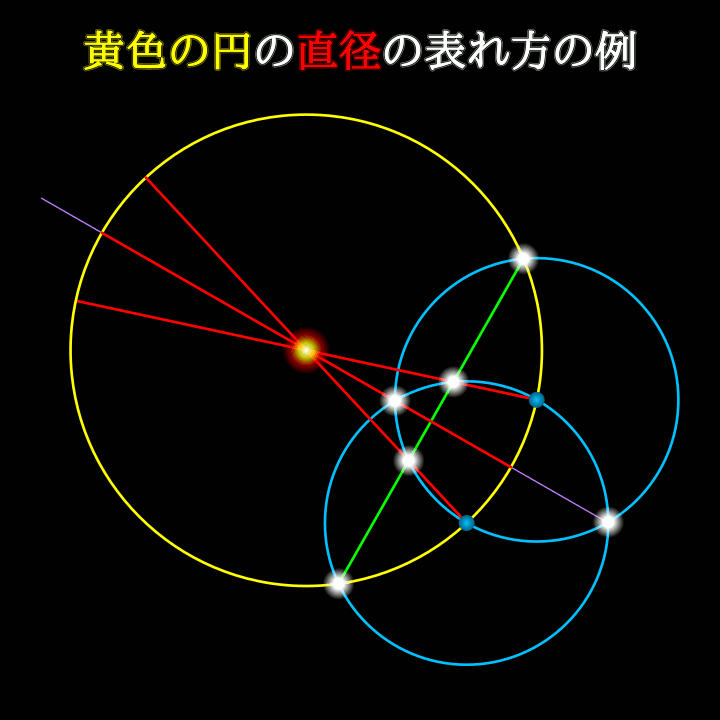
円の直径の表れ方の例

### 異なる定義
上記の定義とは異なる用語法に従うものが存在することに注意が必要である。
- 回転体の径とは、軸に垂直な弦のうち最長のもの、およびその長さを言うのが通例である。これはまた module[9] (modulus) とも呼ぶ。
- 平面幾何学における楕円に対する標準的な用語法では、楕円の中点を通る任意の弦を径と呼ぶ[10]。両端点における楕円の接線が互いに平行となるような径は共軛径（英語版）と呼ばれる。また最長の径は長径（英語版） (major axis) と言う。同様に、任意の円錐曲線の径は、典型的にはその中心を通る任意の弦として定義される。このような意味の径は（それが円 (離心率 e = 0) でない限り）必ずしも一定の長さを持たない。

## 直径記号

製図における直径記号「まる」の使用例

径を表す記号は「⌀」であり、「直径記号（diameter sign）」と呼ぶ。
直径記号は、ゼロ0と区別をつけるために、丸印○に斜線を入れたものである。読みは元来は「まる」であるが、ギリシア文字Φ「ファイ」との字形の類似から「ファイ」と読まれることがある。
誤ってパイと読まれることがあるがファイの聞き間違いからきたと思われる。
直径記号 ⌀ は、空集合の記号 ∅ やギリシャ文字大文字イタリックの Φ あるいは北欧系母音の Ø (スラッシュ付きオー)とは異なるものであり、混同すべきでない。

### 製図分野での規定
JIS Z8317-1:2008 『製図ー寸法及び公差の記入方法ー第1部：一般原則』の規定は、次の通りである。
- 寸法補助記号のひとつとして、直径を表す記号は、⌀（ラテン文字のØでもでもない）である。
- 呼び方は、「まる」または「ふぁい」である。
- 寸法数値の前に寸法補助記号⌀を付けるが、弧を張る角度が180°を超える場合には、寸法補助記号⌀を省略する。

呼び方は、以前のJIS Z 8317 では「まる」とされ、その後の改定で「ふぁい」という呼び方も追加された。直径記号はUnicodeのU+2300として登録されている。

## 符号位置
| 記号 | Unicode | JIS X 0213 | 文字参照         | 名称          |
| ---- | ------- | ---------- | ---------------- | ------------- |
| ⌀    | U+2300  | -          | &#x2300; &#8960; | DIAMETER SIGN |

## 注
1. ↑  Online Etymology Dictionary
2. ↑  Toussaint, Godfried T. (1983). Solving geometric problems with the rotating calipers. Proc. MELECON '83, Athens.
3. 1 2  Bourbaki, N., Topologie générale, Éléments de mathématique, III
4. ↑  Mícheál Ó Searcóid (2006). Metric Spaces (英語). Springer. p. 21..
5. ↑  S. C. Sharma (2006). Metric Space (英語). Discovery Publishing House. p. 156..
6. ↑   (PDF) 集合と位相第一講義資料 11, p. 4
7. ↑  Ramis, Jean-Pierre; Warusfel, André; al. (2014) [2007]. Mathématiques. Tout-en-un pour la Licence. Vol. 2 (2 ed.). Dunod. p. 400. ISBN 978-2-10-071392-9..
8. ↑  Re: diameter of an empty set
9. ↑  Définitions lexicographiques et étymologiques de « module » (sens A, 2, a) du Trésor de la langue française informatisé, sur le site du Centre national de ressources textuelles et lexicales (consulté le 21 mai 2016).
10. ↑  Cut-the-Knot
11. ↑  Πやπが「パイ」である。
12. ↑  Korpela, Jukka K. (2006), Unicode Explained, O'Reilly Media, Inc., pp. 23–24, ISBN 978-0-596-10121-3.
13. ↑  JIS Z8317-1:2008 『製図ー寸法及び公差の記入方法ー 第1部：一般原則』§7.1「寸法補助記号」(p. 12)、§7.2「直径」(p. 13)。